# Forsvarets Dag
Forsvarets Dag er den virksomhed inden for forsvaret, som varetager udskrivning af unge mænd og kvinder til værnepligtstjeneste i henhold til grundlovens § 81 og værnepligtsloven samt rekruttering af unge kvinder, som ønsker at gennemgå forsvarets basisuddannelse eller en anden uddannelse i forsvaret. Forsvarets Dag gennemføres af Forsvarets Rekruttering ved fem rekrutteringscentre fordelt over landet. Forsvarets Dag har afløst den tidligere session.

## Baggrund
Forsvarets Dag er oprettet i henhold til Aftale om forsvarets ordning fra 2005 – 2009 (Forsvarsforliget). Heri anføres det at Indkaldelse og rekruttering gennemføres ved, at alle unge mænd indkaldes, og alle unge kvinder inviteres til "Forsvarets Dag", hvor forsvaret præsenteres, herunder præsentation af ansættelses- og karrieremuligheder, og der udleveres relevant informationsmateriale. På baggrund af deltagelse i denne præsentation og orientering tilkendegiver den enkelte, hvorvidt han eller hun har ønske om at aftjene frivillig værnepligt eller har ønske om en eller anden form for ansættelse i forsvaret. På baggrund heraf indgår forsvaret frivillig uddannelsesaftale og fastsætter antallet af værnepligtige, der udskrives, i overensstemmelse med forsvarets behov. Efterfølgende gennemføres sessionsbehandling med henblik på at vurdere den enkeltes egnethed.
Ved indførelsen af Forsvarets Dag har man skelet kraftigt til en tilsvarende fransk ordning, som har fungeret i en årrække.
Samtidig med at Forsvarets Dag blev indført, valgte man at flytte sessionsvirksomheden fra Indenrigsministeriets ressort til Forsvarsministeriet. Dette havde sammenhæng med, at Statsamterne, som indtil da havde haft sessionsvirksomheden, stod foran nedlæggelse.

## Rekrutteringscentrene
Der er oprettet seks rekrutteringscentre, hvor Forsvarets Dag foregår, og som samtidig gennemfører en udadrettet informationsvirksomhed i forhold til skoler, andre undervisningsinstitutioner, uddannelsesmesser og lignende. De seks rekrutteringscentre ligger på følgende af forsvarets og Beredskabsstyrelsens etablissementer:
- Garderkasernen Høvelte mellem Birkerød og Allerød.
- Antvorskov Kaserne ved Slagelse.
- Ryes Kaserne i Fredericia.
- Beredskabscentret i Herning.
- Flyvestation Aalborg.
- Almegårds Kaserne i Rønne (dog kun bemandet 1 uge pr. halvår)

## Før Forsvarets Dag
Alle unge mænd bliver omfattet af værnepligten i det år de fylder 18 år og skal derfor i henhold til værnepligtsloven møde på Forsvarets Dag . Alle unge kvinder bliver – også i det år de fylder 18 år – inviteret til at møde på Forsvarets Dag. I god tid inden de værnepligtige unge mænd skal møde, skal de elektronisk udfylde et helbredsspørgeskema. På grundlag af oplysningerne i helbredsspørgeskemaet og de lægeerklæringer, som lægerne ved Forsvarets Dag indhenter, bliver en del, som har kroniske sygdomme og handicap, bedømt uegnede uden møde. Kvinder, der ønsker at møde på Forsvarets Dag, skal også udfylde og indsende et helbredsspørgeskema.
Hvis en værnepligtig udebliver fra Forsvarets Dag uden gyldig grund, vil han i første omgang blive tilsagt igen. Hvis han fortsat udebliver, vil han blive straffet med bøder og i sidste instans blive anholdt og fremstillet for Forsvarets Dag ved politiets foranstaltning.

## Forsvarets Dag
Ved selve Forsvarets Dag lægges der stor vægt på orientering om de forskellige muligheder for tjeneste i forsvaret, Beredskabsstyrelsen, Hjemmeværnet ved u-landsarbejde og som militærnægter. Orienteringen foregår ved hjælp af film, displays, internetadgang, udlevering af skriftligt materiale og ikke mindst ved personlig samtale med rådgivere fra de forskellige værn og tjenestegrene. Samtidig foregår den egentlige sessionsbehandling, som består af en intelligenstest, undersøgelse af syn og hørelse samt en lægeundersøgelse, der tager udgangspunkt i blandt andet helbredsspørgeskemaet. Sessionsbehandlingen afsluttes med, at lægen og sessionslederen i fællesskab afgør, om den værnepligtige eller den unge kvinde er egnet, begrænset egnet eller uegnet. I sjældne tilfælde kan afgørelsen gå ud på, at den værnepligtige forbigås og skal møde igen et halvt eller et helt år senere. Endelig skal den værnepligtige trække et lodtrækningsnummer, som afgør om vedkommende kan forvente at blive "tvangsindkaldt" eller ikke. Antallet af "tvangsindkaldte" afhænger helt af, hvor mange der melder sig frivilligt. Ved at melde sig frivilligt – uanset lodtrækningsnummer – får man en betydelige indflydelse på, hvor og hvornår man skal indkaldes til aftjening af værnepligt.
Rejsen til og fra Forsvarets Dag er gratis, hvis man benytter offentlige transportmidler. Normalt må man regne med, at Forsvarets Dag varer 5-6 timer. Der serveres et gratis måltid i løbet af dagen.

## Efter Forsvarets Dag
De, som ikke allerede på selve Forsvarets Dag har fået afklaret, hvor og hvornår de vil blive indkaldt, vil normalt få besked om dette omkring et halvt år efter, at de har været på Forsvarets Dag. Hvis man er utilfreds med den afgørelse, der er truffet om éns egnethed, kan man ansøge om at få lov til at møde igen evt. ved et andet rekrutteringscenter. Hvis man er blevet bedømt uegnet på grund af en sygdom, og senere bliver rask og gerne vil aftjene værnepligt, kan man også ansøge om at komme på Forsvarets Dag igen. I disse tilfælde skal man kun gennemgå lægeundersøgelsen.